# Chambéon
Chambéon là một xã trong tỉnh Loire miền trung nước Pháp.